# Zaima Hirofumi
Hirofumi Zaima (sinh ngày 2 tháng 4 năm 1964) là một cầu thủ bóng đá người Nhật Bản.

## Sự nghiệp câu lạc bộ
Hirofumi Zaima đã từng chơi cho Sanfrecce Hiroshima.